# Sclerophomella meliloticola
Sclerophomella meliloticola är en svampart som beskrevs av Petr. 1925. Sclerophomella meliloticola ingår i släktet Sclerophomella och familjen Leptosphaeriaceae.   Inga underarter finns listade i Catalogue of Life.